# Microchilus tridax
Microchilus tridax är en orkidéart som först beskrevs av Heinrich Gustav Reichenbach, och fick sitt nu gällande namn av Paul Ormerod. Microchilus tridax ingår i släktet Microchilus och familjen orkidéer. Inga underarter finns listade i Catalogue of Life.

## Bildgalleri

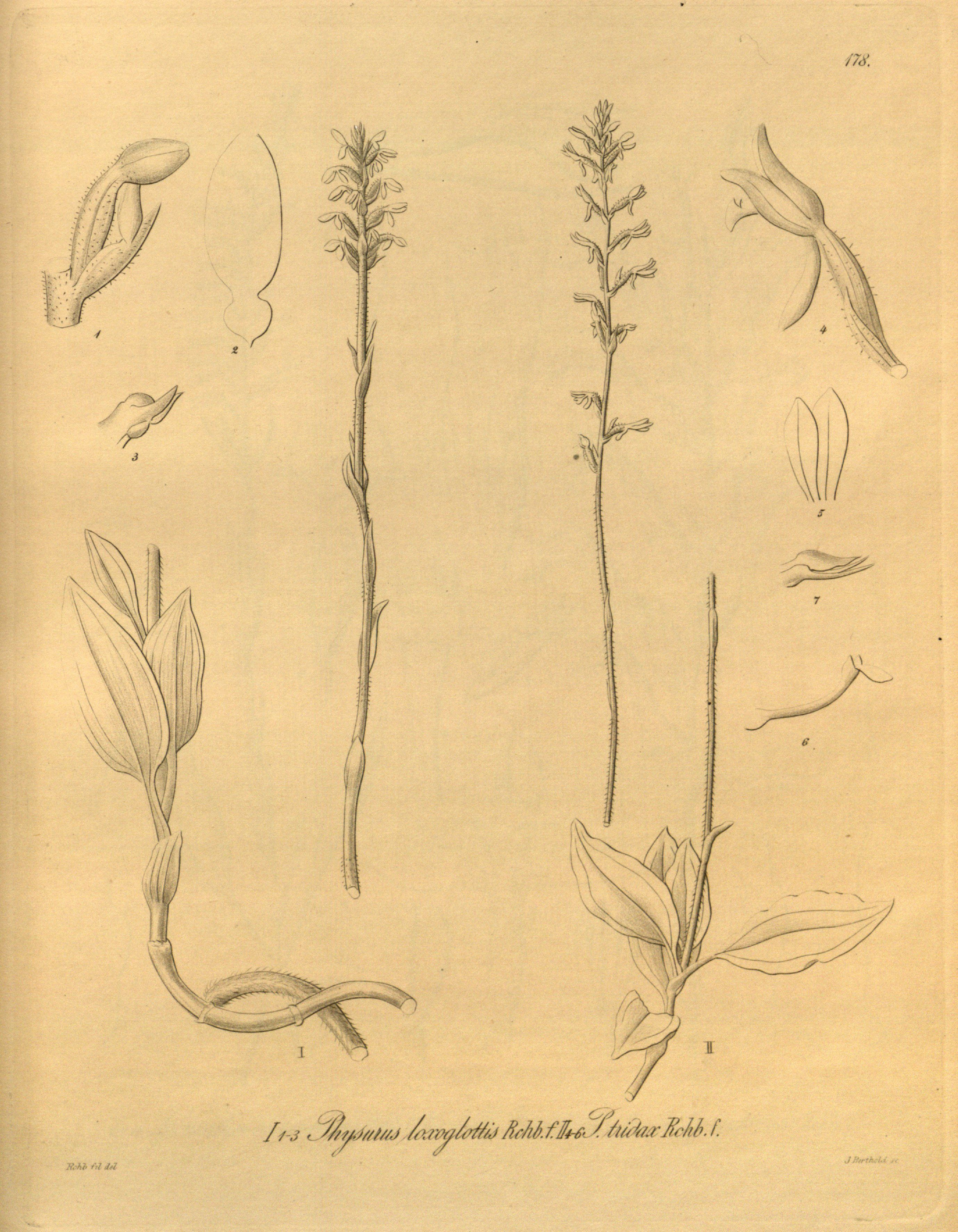